# Liste der Staatsoberhäupter Jugoslawiens
Liste der Staatsoberhäupter Jugoslawiens von der Staatsgründung 1918 bis zur Auflösung der Staatenunion Serbien und Montenegro im Jahre 2006. 

## Königreich Jugoslawien (1918–1945)
| # | Bild | Name (Lebensdaten)                          | Amtsantritt | Amtsaustritt | Dynastie          | Anmerkungen |
| - | ---- | ------------------------------------------- | ----------- | ------------ | ----------------- | --- |
| 1 |      | Petar I. Karađorđević (* 1844; † 1921)      | 01.12.1918  | 16.08.1921   | Haus Karađorđević | |
| 2 |      | Aleksandar I. Karađorđević (* 1888; † 1934) | 16.08.1921  | 09.10.1934   | Haus Karađorđević | |
| 3 |      | Petar II. Karađorđević (* 1923; † 1970)     | 09.10.1934  | 29.11.1945   | Haus Karađorđević | bis 27. März 1941 unter Regentschaft, Regentschaftsrat aus Prinz Paul, Radenko Stanković und Ivo Perović; ab 14. April 1941 im Exil; 5. März 1945 bis 29. November 1945 Regentschaftsrat aus Srđan Budisavljević, Ante Mandić und Dušan Sernec. |

## Sozialistische Föderative Republik Jugoslawien (1945–1992)
| #   | Bild | Name (Lebensdaten)                                 | Amtsantritt | Amtsaustritt | Partei                    | Anmerkungen                                                                                  |
| --- | ---- | -------------------------------------------------- | ----------- | ------------ | ------------------------- | -------------------------------------------------------------------------------------------- |
| 1   |      | Ivan Ribar (* 1881; † 1968)                        | 29.11.1945  | 14.01.1953   | SKJ                       |                                                                                              |
| 2   |      | Josip Broz Tito (* 1892; † 1980)                   | 14.01.1953  | 04.05.1980   | SKJ                       |                                                                                              |
| 3   |      | Lazar Koliševski (* 1914; † 2000)                  | 04.05.1980  | 15.05.1980   | SKJ                       | Repräsentant der Sozialistischen Republik Mazedonien (SR Mazedonien).                        |
| 4   |      | Cvijetin Mijatović (* 1913; † 1993)                | 15.05.1980  | 15.05.1981   | SKJ                       | Repräsentant der SR Bosnien und Herzegowina.                                                 |
| 5   |      | Sergej Kraigher (* 1914; † 2001)                   | 15.05.1981  | 15.05.1982   | SKJ                       | Repräsentant der SR Slowenien.                                                               |
| 6   |      | Petar Stambolić (* 1912; † 2007)                   | 15.05.1982  | 15.05.1983   | SKJ                       | Repräsentant der SR Serbien.                                                                 |
| 7   |      | Mika Špiljak (* 1916; † 2007)                      | 15.05.1983  | 15.05.1984   | SKJ                       | Repräsentant der SR Kroatien.                                                                |
| 8   |      | Veselin Đuranović (* 1925; † 1997)                 | 15.05.1984  | 15.05.1985   | SKJ                       | Repräsentant der SR Montenegro.                                                              |
| 9   |      | Radovan Vlajković (* 1922; † 2001)                 | 15.05.1985  | 15.05.1986   | SKJ                       | Repräsentant der Sozialistischen Autonomen Provinz Vojvodina (SAP Vojvodina).                |
| 10  |      | Sinan Hasani (* 1922; † 2010)                      | 15.05.1986  | 15.05.1987   | SKJ                       | Repräsentant der SAP Kosovo.                                                                 |
| 11  |      | Lazar Mojsov (* 1920; † 2011)                      | 15.05.1987  | 15.05.1988   | SKJ                       | Repräsentant der SR Mazedonien.                                                              |
| 12  |      | Raif Dizdarević (* 1926)                           | 15.05.1988  | 15.05.1989   | SKJ                       | Repräsentant der SR Bosnien und Herzegowina.                                                 |
| 13  |      | Janez Drnovšek (* 1950; † 2008)                    | 15.05.1989  | 15.05.1990   | SKJ                       | Repräsentant der SR Slowenien.                                                               |
| 14  |      | Borisav Jović (* 1928; † 2021)                     | 15.05.1990  | 15.05.1991   | SKJ, SPS (ab Januar 1990) | Repräsentant der SR Serbien.                                                                 |
| N/A |      | Sejdo Bajramović (* 1927; † 1993) (interimistisch) | 15.05.1991  | 30.06.1991   | SPS                       | Interimistische Leitung, Repräsentant der SAP Kosovo.                                        |
| 15  |      | Stjepan Mesić (* 1934)                             | 30.06.1991  | 03.10.1991   | HDZ                       | letzter anerkannter Präsident der SFRJ, gestellt durch die SR Kroatien.                      |
| N/A |      | Branko Kostić (* 1939; † 2020)                     | 03.10.1991  | 27.04.1992   | DPS                       | Nur von den Teilrepubliken Serbien und Montenegro anerkannt, Repräsentant der SR Montenegro. |

## Bundesrepublik Jugoslawien (1992–2003), Serbien und Montenegro (2003–2006)
| #   | Bild | Name (Lebensdaten)                  | Amtsantritt | Amtsaustritt | Partei    | Anmerkungen              |
| --- | ---- | ----------------------------------- | ----------- | ------------ | --------- | ------------------------ |
| 1   |      | Dobrica Ćosić (* 1921; † 2014)      | 15.06.1992  | 01.06.1993   | parteilos |                          |
| N/A |      | Miloš Radulović (* 1929; † 2017)    | 01.06.1993  | 25.06.1993   | DPS       | Interimistische Leitung. |
| 2   |      | Zoran Lilić (* 1953)                | 25.06.1993  | 25.06.1997   | SPS       |                          |
| N/A |      | Srđa Bozović (* 1955)               | 25.06.1997  | 23.07.1997   | DPS       | Interimistische Leitung. |
| 3   |      | Slobodan Milošević (* 1941; † 2006) | 23.07.1997  | 05.10.2000   | SPS       |                          |
| 4   |      | Vojislav Koštunica (* 1944)         | 07.10.2000  | 04.02.2003   | DSS       |                          |
| 5   |      | Svetozar Marović (* 1955)           | 07.03.2003  | 04.06.2006   | DPS       |                          |